# فیل آسیایی

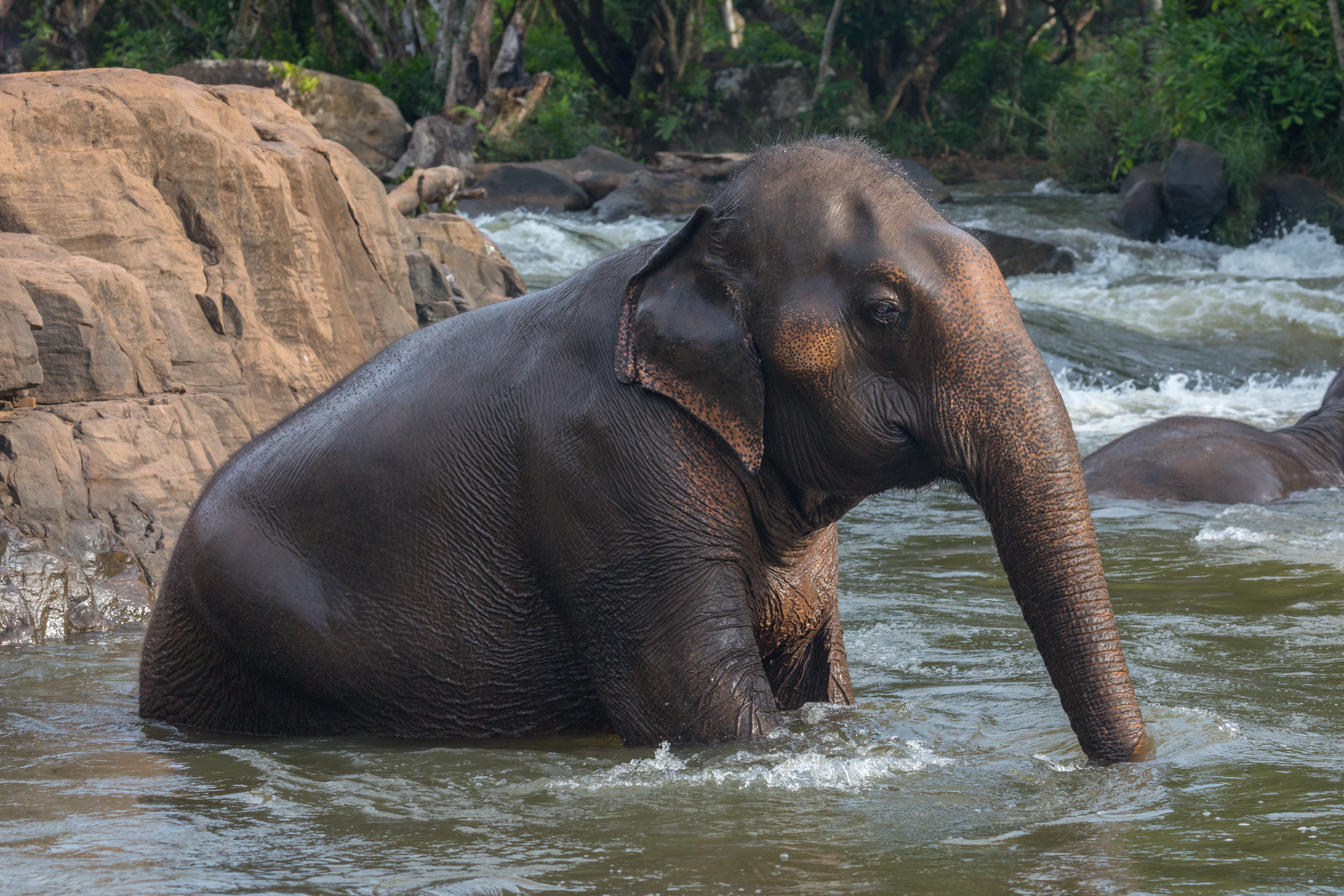
نگاره‌ای از یک فیل آسیایی در حین آب‌تنی در رودخانه تادلو در لائوس.

فیل آسیایی (نام علمی: Elephas maximus) یکی از سه گونه اصلی فیل موجود در حاضر است. فسیل این گونه تنها در شرق آسیا یافت شد.
این فیل‌ها به حدی در فرهنگ آسیای شرقی اهمیت دارند که در وجه قدیسی بنام گانش تقدس دارند.

## پراکندگی و زیستگاه
فیل‌های آسیایی در سرزمین‌هایی چون علفزارها، جنگل‌های استوایی همیشه سبز، جنگل‌های خزان‌پذیر، جنگل‌های برگریز مرطوب، جنگل‌های برگریز خشک، جنگل‌های خاردار خشک و همچنین بوته‌زارها و زمین‌های زیر کشت ساکن شدند. در بیشتر این زیستگاه‌ها، از ارتفاع سطح دریا تا بیش از ۳۰۰۰ متر می‌توان فیل‌ها را مشاهده کرد. در هنگام تابستان در برخی بخش‌های ارتفاع بیش از ۳۰۰۰ متری شرق هیمالیا در شمال‌شرق هند، می‌توان جابه‌جایی منظم فیل‌ها را دید.
تاکنون سه زیرگونه برای فیل آسیایی شناخته شده‌است:
- فیل سری‌لانکایی که در سریلانکا زندگی می‌کند.
- فیل هندی که در هند، نپال، بنگلادش، بوتان، میانمار، تایلند، مالایا، ویتنام، کامبوج، لائوس و چین زندگی می‌کند.
- فیل سوماترایی که در سوماترا و بورنئو زندگی می‌کند.